# Thoriumdicarbid
Thoriumdicarbid ist eine chemische Verbindung des Thoriums aus der Gruppe der Carbide.

## Gewinnung und Darstellung
Thoriumdicarbid kann durch Reaktion von stöchiometrischen Mengen Thorium mit Kohlenstoff gewonnen werden.

## Eigenschaften
Thoriumdicarbid ist ein gelber kristalliner Feststoff, der sich in Wasser zersetzt. Bei Erhitzung an Luft verbrennt er zu Thoriumdioxid. Er entflammt bei 2773 °C und wird bei 9 K supraleitend.
Er besitzt bei Raumtemperatur eine monokline Kristallstruktur mit der Raumgruppe C2/c (Raumgruppen-Nr. 15). Bei Temperaturen zwischen 1430 °C und 1480 °C liegt er in einer tetragonalen und darüber in einer kubischen Kristallstruktur vor.

## Verwendung
Thoriumdicarbid wird als Brennstoff in Form von (Th,U)C2 bei gasgekühlten Hochtemperatur Atomreaktoren verwendet.